# Japauto
Japauto is een historisch merk van motorfietsen.
Japauto was het bedrijf van de Franse Honda-dealer Christian de Vilaseca die vanaf ca. 1972 Endurancemachines op basis van de Honda CB 750 Four maakte. 
Hij bracht onder andere de cilinderinhoud op bijna 1000 cc. Er werden Dresda-frames gebruikt. Opvoersets van Japauto werden later ook door andere tuners toegepast, zoals Fritz Egli. 
Originele Japauto’s vielen op doordat ze zonder uitzondering een stroomlijn hadden waar koplampen los op gemonteerd moesten worden. In 1973 won een Japauto de Bol d’Or. In 1974 verscheen een straatversie van de 950 SS, de 950 SS II en in 1976 zelfs een vlot ogend model zonder stroomlijn, de 1000 VX Quatre.